# Lucas Barrios
Lucas Ramón Barrios Cáceres (San Fernando, 1984. november 13. –) argentin-paraguayi labdarúgó, az argentin Gimnasia La Plata csatára.